# Župnija Videm - Krško
Župnija Videm - Krško je rimskokatoliška teritorialna župnija Dekanije Laško - Videm ob Savi Škofije Celje. Je ena izmed dveh župnij s sedežem v Krškem, pri čemer Župnija Krško (ustanovljena 1894, prej podružnica Župnije Leskovec pri Krškem) pokriva področje desnega brega Save (staro mestno jedro), Župnija Videm - Krško pa področje levega savskega brega (predela Videm in Stara vas, ki sta bila do 1953 samostojni vasi in okoliške vasi Libna, Spodnja Libna, Stari Grad, Spodnji Stari Grad, Vrbina, Dolenja vas pri Krškem, Pesje, Kremen, Bučerca in Sremič). Ker Župnija Krško spada pod Škofijo Novo mesto, Župnija Videm - Krško pa pod Škofijo Celje, je Krško edino mesto v Sloveniji, ki spada pod dve škofiji, saj ju razmejuje stara deželna meja med Štajersko in Kranjsko po reki Savi.
Župnija Videm - Krško je sicer pražupnija. Njene najstarejše omembe segajo v leto 1155. V srednjem veku je obsegala ozemlje nekdanje celotne Dekanije Videm ob Savi. Iz nje je izšlo 13 župnij dekanije, ki je bila do 7. aprila 2006, ko je bila ustanovljena Škofija Celje, del Savskega naddekanata Škofije Maribor, z ustanovitvijo Škofije Celje pa je Savski naddekanat postal sestavni del le te. Poleg Dekanije Videm ob Savi je bila sestavni del Savskega naddekanata še Dekanija Laško. Od 1. septembra 2021 naprej v Škofiji Celje naddekanatov ni več, dekanije pa so se tudi združile med seboj. Tako sedanja Dekanija Laško - Videm ob Savi, katere del je tudi Župnija Videm - Krško, obsega območje nekdanjih dekanij Laško in Videm ob Savi oz. nekdanjega Savskega naddekanata.

## Sakralni objekti
| #  | Slika                     | Cerkev                                                                        | Lokacija               |
| -- | ------------------------- | ----------------------------------------------------------------------------- | ---------------------- |
| 1. | Klikni za spremembo slike | Cerkev sv. Ruperta župnijska cerkev                                           | Krško                  |
| 2. | Klikni za spremembo slike | Cerkev Marije Pomočnice                                                       | Dolenja vas pri Krškem |
| 3. | Klikni za spremembo slike | Cerkev sv. Marjete                                                            | Libna                  |
| 4. | Klikni za spremembo slike | Cerkev sv. Mihaela                                                            | Krško                  |
| 5. | Klikni za spremembo slike | Cerkev sv. Nikolaja                                                           | Stari Grad             |
| 6. | Klikni za spremembo slike | Cerkev sv. Primoža in Felicijana                                              | Kremen                 |
| 7. | Klikni za spremembo slike | Kapela sv. Jožefa (kapela Samostana frančiškank brezmadežnega spočetja Krško) | Krško                  |
| 8. | Klikni za spremembo slike | Kapelica sv. Janeza in Pavla (nekdanja trapistovska kapelica)                 | Sremič                 |